# Desplatsia dewevrei
Desplatsia dewevrei är en malvaväxtart som först beskrevs av De Wild. och Th. Lur., och fick sitt nu gällande namn av Karl Ewald Maximilian Burret. Desplatsia dewevrei ingår i släktet Desplatsia och familjen malvaväxter. Inga underarter finns listade i Catalogue of Life.